# Tadeusz Konecki
Tadeusz Konecki (ur. 26 lipca 1926 w Stryju, zm. 7 sierpnia 2015 w Warszawie) – pułkownik Wojska Polskiego z tytułem doktora, historyk wojskowości.

## Życiorys
Urodził się 26 lipca 1926 w Stryju. Został oficerem ludowego Wojska Polskiego. Od 1970 do 1988 pracował w Wojskowym Instytucie Historycznym. Autor publikacji historycznym o charakterze naukowym i popularnym, także w ramach serii wydawniczych Historyczne Bitwy, Miniatury Morskie, Żółty Tygrys.
Po wprowadzeniu stanu wojennego 13 grudnia 1981 decyzją Wojskowej Rady Ocalenia Narodowego jako pełnomocnik Komitetu Obrony Kraju objął funkcję komisarza wojskowego w Sanockiej Fabryce Autobusów „Autosan” w Sanoku. W tym czasie był też komisarzem w Sanockich Zakładach Przemysłu Gumowego „Stomil” w Sanoku. Zmarł 7 sierpnia 2015. Został pochowany na cmentarzu komunalnym Północnym w Warszawie.

## Publikacje
- Srebrny lis w potrzasku (1968)[1]
- Polarny Gambit (1970)[6]
- Ostatnia baza floty (1971)[1]
- Historia wojskowości. Podręcznik dla wyższych szkół oficerskich (1971; współautorzy: Edward Krawczyk, Leonard Ratajczyk)[6]
- Wybrane zagadnienia marksizmu-leninizmu (1973; współautorzy: Jan Moliński, Eugeniusz Motyka)[6]
- Za laplandzkim wałem (1973)[1]
- Czarnomorski bastion (1976)[1]
- Konstanty Rokossowski (1976)[1]
- Marszałek dwóch narodów (1976, współautor: Ireneusz Ruszkiewicz)[7][8]
- Alarm w Sztokholmie (1980)[1]
- Sygnał „Stal” (1982)[9]
- Twierdze czarnomorskie (1983)[7]
- W celowniku Ferdynandy (1984)[1]
- Przełom pod Kurskiem (1984)[7]
- Krymska pułapka (1985)[7]
- Fiasko „Burzy Zimowej” (1986)[9]
- Sewastopol 1941-1942, 1944 (1987)[9]
- Przyczółek wielkiej szansy (1987)[9]
- Grot przecina Wisłę (1988)[9]
- Pokojowe dzieje Wojska Polskiego (1988, współautorzy: Leszek Grot, Edward Jan Nalepa)[1][7]
- Wojna radziecko-fińska 1939-1940 (1998)[6]
- Stalingrad (2003)[1]
- Skandynawia w drugiej wojnie światowej (2003)[1]
- Operacja „Cytadela”. Największa bitwa w dziejach (2005)[1]
- Labirynt dezinformacji w II wojnie światowej (2008)[9]